# ساهاسوان
ساهاسوان (به انگلیسی: Sahaswan) یک منطقهٔ مسکونی در هند است که در بخش بدائون واقع شده‌است. ساهاسوان ۵۲ کیلومتر مربع مساحت و ۶۶٬۲۰۴ نفر جمعیت دارد و ۱۷۲ متر بالاتر از سطح دریا واقع شده‌است.